# Andranik Madadian
Andranik "Andy" Madadian (en persan : آندرانیک مددیان; en arménien : Անդրանիկ Մադադյան), né le 21 avril 1958 à Téhéran, connu sous son nom de chanteur, Andy, est un chanteur et compositeur arménien-iranien.

## Biographie
Andy est né à Téhéran en Iran de parents arméniens. Il est considéré en unanimité comme un des plus importants chanteurs de la musique pop iranienne des années 1980 et 90. Il a commencé sa carrière avec le prometteur Alireza Amirghassemi, qu'il complétera dès 1980 en joignant Kouros et ensemble ils forment un duo réussi. Andy et Kouros ont été, d'abord, présentés au public dans un concert de Siavash Shams par Siavash lui-même qui était un bon ami à Andy. Ils ont enregistré quatre albums en duo, dont l'album Balla!.
En 1992, Andy et Kouros se séparent en poursuivant chacun une carrière solo.
Andy a remporté quatre fois le titre de meilleur chanteur américain international. En 1994, The Universal Studios a désigné Andy comme le meilleur chanteur iranien de la décennie. Il a enregistré 15 albums depuis le début de sa carrière solo incluant les albums multiculturels And My Heart… en 2000 où il chante en persan, anglais, espagnol, arménien, arabe, et hindi. Plus tard, une version anlaise de cet album est aussi enregistrée.
En mars 2006, City of Angels (La Ville des anges) bat le record de vente au Virgin Megastores à Dubaï.
City of Angels a remporté le prix du meilleur album américain international de l'année 2006.

## Vie privée
Dernièrement, Andy Kamran&Houman, Shahram Solati, Shahram Shabpareh et Kouros bien évidemment, étaient présents à la cérémonie de mariage.

## Discographie
| Année | Titre                      | Chansons contenues                                                         | Notes |
| 1985  | Khastegary                 | *Khastegary *Madar                                                         | Album duo |
| 1988  | Parvaz                     | *Restless *Chi Mishod *Niloufar *Topoli *Maa Hameh Irooni Hastim           | Album duo |
| 1990  | Balla!                     | *Balla *Layla *Don't Go Away *Shaytoon balla *Khodaye Asemoonha *Atish     | Album duo |
| 1991  | Goodbye                    | *Dohktare Atishpareh *Yasaman                                              | Album duo |
| 1992  | Beegharar                  | *Beegharar *Entezar *Dokhtar Irooni *Shaytanat *Shabgard                   | Premier Album solo |
| 1993  | Laili                      | *Yeh Roozi Tange Ghoroobe Asemoon                                          | Collaboration - Bijan Mortazavi et Hassan Shamaizadeh                                                                                  |
| 1994  | Tanhaee                    | *Tanhaee *Cheshmaye Naaz                                                   | Album solo |
| 1996  | Devoted                    | *Sarsepordeh *Dokhtare Bandar                                              | Album solo |
| 1998  | Silk Road                  | *Tou Keh Rafti *Shabeh Man *Orere Seero *Az Khod Gozashteh                 | Album solo |
| 1999  | Ghahremanane Vatan         | *Ghahremanane Vatan                                                        | Collaboration/Solo - Leila Forouhar et Dariush                                                                                         |
| 1999  | Nuneh                      | *Chera Ashegh Shodam                                                       | Solo |
| 2000  | And My Heart...            | *Yalla *Rayhan                                                             | Album solo - incluant 7 chansons en persan, 1 en anglais, 1 en espagnol, 1 en arménien, 1 en arabe, et 1 en Hindi                      |
| 2000  | And My Heart...            | *Yalla *Rayhan *Hotel California                                           | Album solo - Édition américaine - incluant 7 chansons en persan, 3 en anglais, 2 en espagnol, 2 en arménien, 1 en arabe, et 1 en hindi |
| 2001  | Yaran                      |                                                                            | Collaboration - Pyruz, Paksima, et Hamid                                                                                               |
| 2002  | Khalvate Man               | *Negahe Avval *Shaghayegh                                                  | Album solo |
| 2003  | Orere Seero                |                                                                            | Album solo - Premier album de Andy uniquement en arménien                                                                              |
| 2004  | Platinum                   | *Salame Asheghouneh (Premier chanson par Morteza) *Ghesseye Baran *Aroosak | Album solo - "Salame Asheghouneh" et "Aroosak" qui ont été nommées à l'Oscar dans le film House of Sand and Fog.                       |
| 2006  | City of Angels             | *Mohem Nabood *Peechack *Gole Bandar                                       | Album solo - 10 chansons originales et 6 remixes en 2 CD                                                                               |
| 2007  | Airport                    | *Foroudgah *Deltang                                                        | Album solo - 14 chansons originales et 2 remixes                                                                                       |
| 2007  | En direct du Théâtre Kodak | *Mardeh Tanha *Beegharar                                                   | 'En direct de : Concert album - 33 chansons originales                                                                                 |

## Vidéos/DVD
- The Journey
- Orere Seero
- Platinum
- City of Angels
- Andy en direct du Théâtre Kodak
- bala

## Filmographie
| Année | Titre                                  | Rôle              |
| 2003  | Irangeles                              | Andy              |
| 2003  | House of Sand and Fog                  | Chanteur de noces |
| 2005  | The Keeper: The Legend of Omar Khayyam | Ali Ben-Sabbah    |